# 抗弁する女 (クルアーン)
『抗弁する女』とは、クルアーンにおける第58番目の章（スーラ）。22の節（アーヤ）から成る。マディーナ啓示に分類される。

## 内容
ある婦人の離婚に関する不平の訴えが聞き入れられた話と、ムスリム共同体（ウンマ）における不信者や陰謀に対する懲罰が述べられる。